# Thulin Typ E
Thulin Typ E var ett svenskt spaningsflygplan som konstruerades och tillverkades vid A.B. Enoch Thulins Aeroplanfabrik (AETA) i Landskrona.
Typ E var Enoch Thulins första helt egna flygplanskonstruktion. Flygplanet var dubbeldäckat med det undre vingparet monterat i underkant av flygplanskroppen. Den övre vingen bars upp av fyra stycken vingstöttor och fyra V-formade stöttor från flygplanskroppen. Endast det övre vingparet var försett med skevroder. Flygplanskroppen var försedd med två öppna sittbrunnsar i tandemplacering under den övre vingen. Hjullandstället var fast med en sporrfjäder under höjdrodret. Som alternativt landställ provades att förse flygplanet med flottörer.
Efter att första världskriget brutit ut beviljade riksdagen 1915 ett extra anslag på 420 000 kronor för flygplansinköp. Arméflyget som föredrog biplan begärde in anbud från Svenska Aeroplankonsortiet, AB Södertelge Verkstäder och (AETA). Enoch Thulin som föredrog monoflygplan tvingades nu konstruera en dubbeldäckare. Han offerterade fyra stycken Typ E som ett Albatrosliknande flygplan. Under sommaren 1915 beställer Arméflyget fyra flygplan för leverans under våren 1916. Vid AETA tillverkar man fem stycken Typ E, med tanke på att använda ett flygplan vid den egna flygskolan på Ljungbyhed. 
Det första flygplanet som levererades från AETA placerades vid flygkompaniet i Boden. På grund av flygfältets dåliga skick bestämde man att förse flygplanet med flottörer. Under testflygningarna visade sig flygplanets prestanda vara för små för att klara den extra vikten och det ökade luftmotståndet. Därefter återmonterades hjulstället och flygplanen placerades på Malmslätt som övningsflygplan. Ett flygplan avfördes februari 1917 och ett avfördes i juli 1918 på grund av haveri. De två kvarvarande flygplanen i Flygkompaniet kasserades i december 1920.